# سونيم تكنولوجيز
سونيم تكنولوجيز هي شركة متخصصة في الهواتف المحمولة المشهورة بقوتها، وبشكل عام، هذه الشركة تمثل لاعب أساسي في مجال الاتصالات .
الرئيس التنفيذي هو بوب بلاشكي وتقع مقر الشركة الأم في سان ماتيو، كاليفورنيا ، الولايات المتحدة الأمريكية .

## المنتجات الرئيسية

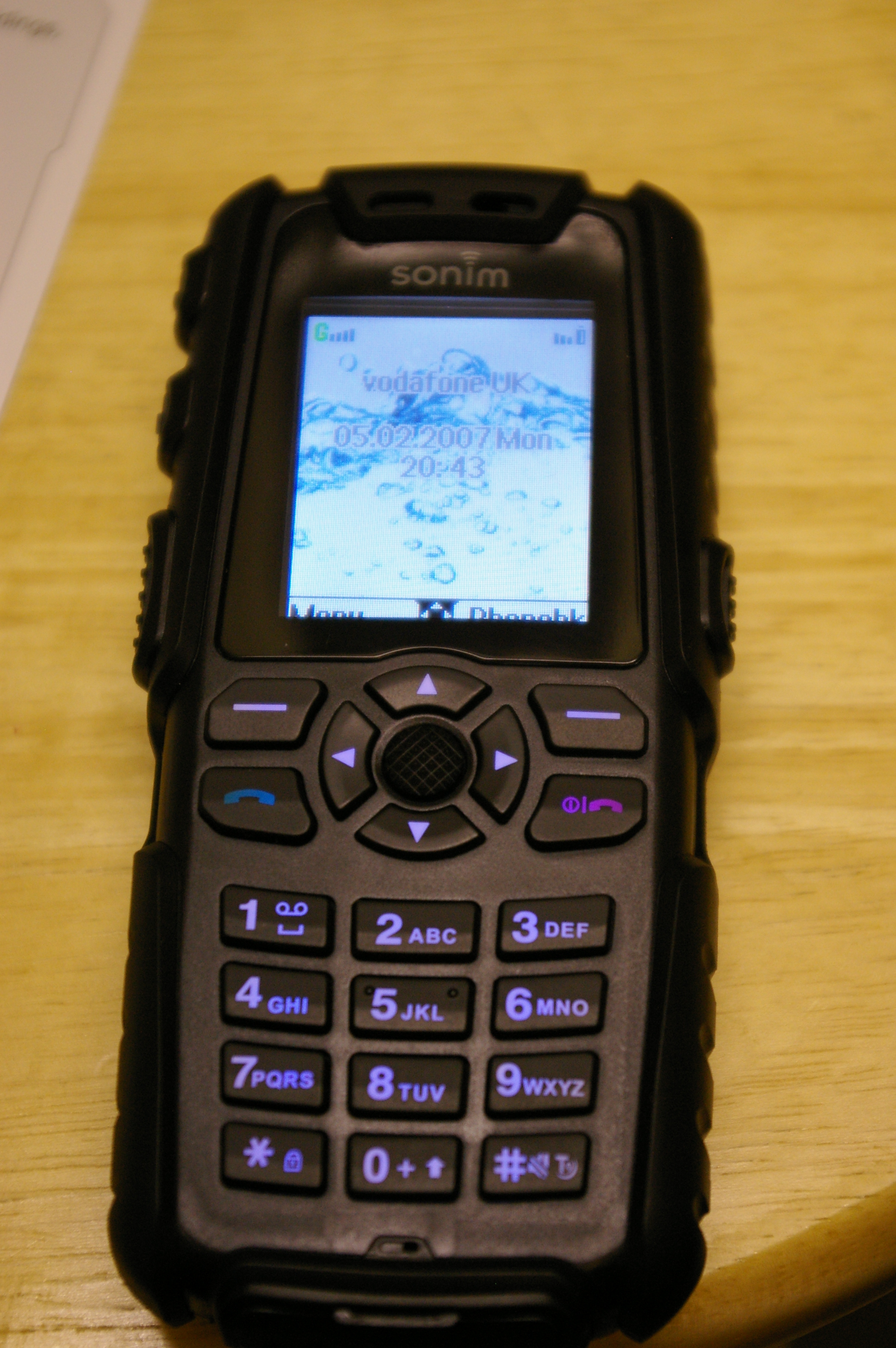
سونيم XP3

قامت شركة سونيم بتسويق الهواتف أو تسويقها: